# 八丈島警察署
八丈島警察署（はちじょうじまけいさつしょ）は、警視庁が管轄する警察署の一つである。
警視庁第一方面に属する。署員数、約40名。

## 管轄区域
- 八丈町
- 青ヶ島村
- ベヨネーズ列岩、須美寿島、鳥島、孀婦岩（以上は東京都八丈支庁の管轄下で所属自治体未定の地域。）

## 所在地
- 東京都八丈島八丈町三根54番地1

## 沿革
- 1878年（明治11年）：八丈島警視出張所として発足。
- 1919年（大正8年）：京橋築地警察署八丈島分署となる。
- 1926年（大正15年）：八丈島警察署に昇格。

## 組織
- 署長（警視）
- 警務係 - 総務、警務、教養、留置、会計、厚生
- 警備係 - 事務(交)、交通捜査、外勤(交)、機動警ら、警備、公安、地域
- 捜査係 - 捜査、記録、鑑識、防犯、生活安全相談、保安、生活経済、生活環境、少年、組織犯罪対策、暴力団 対策、薬物銃器対策

## 駐在所

### 八丈町
- 三根駐在所（八丈町三根1037番地）
- 川向駐在所（八丈町三根1778番地）
- 大賀郷駐在所（八丈町大賀郷2431番地）
- 樫立駐在所（八丈町樫立370番地）
- 中之郷駐在所（八丈町中之郷2136番地）
- 末吉駐在所（八丈町末吉2631番地）

### 青ヶ島村
- 青ヶ島駐在所（青ヶ島村無番地）

## 警備派出所

### 八丈町
- 八丈島空港警備派出所（八丈町大賀郷2839）